# Хвойная (Курганская область)
Хвойная — упразднённая деревня в Каргапольском районе Курганской области. Входит в состав Банниковского сельсовета. Упразднена в 2007 году.

## Географическое положение
Располагалась по правую сторону федеральной трассы Р354 (Екатеринбург — Шадринск — Курган), на расстоянии примерно 1 километров (по прямой) к западу от деревни Деулина.

## История
Упразднена законом от 04 октября 2007 года № 294.

## Население
Согласно результатам Всероссийской переписи населения 2002 года, в деревне проживал 16 человек, в национальной структуре населения казахи составляли 100 %.